# Albo d'oro del doppio maschile dell'Australian Open
Elenco dei vincitori del doppio maschile torneo Australian Open di tennis.
| Anno        | Vincitori                                    | Finalisti                                    | Punteggio                                    |
| ----------- | -------------------------------------------- | -------------------------------------------- | -------------------------------------------- |
| 1905        | Randolph Lycett (1) Tom Tachell              | Edgar T. Barnard Basil Spence                | 11–9, 8–6, 1–6, 4–6, 6–1                     |
| 1906        | Rodney Heath (1) Tony Wilding                | Cecil Cleve Cox Harry Parker                 | 6–2, 6–4, 6–2                                |
| 1907        | Bill Gregg Harry Parker                      | Horace Rice George Wright                    | 6–2, 3–6, 6–2, 6–2                           |
| 1908        | Fred Alexander Alfred Dunlop                 | Granville Sharp Tony Wilding                 | 6–3, 6–2, 6–1                                |
| 1909        | J. Keane Ernie Parker (1)                    | Tom Crooks Tony Wilding                      | 1–6, 6–1, 6–1, 9–7                           |
| 1910        | Ashley Campbell (1) Horace Rice (1)          | Rodney Heath John L. O'Dea                   | 6–3, 6–3, 6–2                                |
| 1911        | Rodney Heath (2) Randolph Lycett (2)         | John J. Addison Norman Brookes               | 6–2, 7–5, 6–0                                |
| 1912        | Charles Dixon James Parke (2)                | Alfred Beamish Gordon Lowe                   | 6–4, 6–4, 6–2                                |
| 1913        | Alf Hedeman Ernie Parker (3)                 | Harry Parker Ray Taylor                      | 8–6, 4–6, 6–4, 6–4                           |
| 1914        | Ashley Campbell (2) Gerald Patterson (1)     | Rodney Heath Pat O'Hara Wood                 | 7–5, 3–6, 6–3, 6–3                           |
| 1915        | Horace Rice (2) Clarence Todd                | Gordon Lowe Bert St John                     | 8–6, 6–4, 7–9, 6–3                           |
| 1916 - 1918 | non disputato per la prima guerra mondiale   | non disputato per la prima guerra mondiale   | non disputato per la prima guerra mondiale   |
| 1919        | Pat O'Hara Wood (1) Ron Thomas (1)           | James Anderson Arthur Lowe                   | 7–5, 6–1, 7–9, 3–6, 6–3                      |
| 1920        | Pat O'Hara Wood (2) Ron Thomas (2)           | Horace Rice Ray Taylor                       | 6–1, 6–0, 7–5                                |
| 1921        | Stanley Eaton Rhys Gemmell                   | N. Brearley Edward Stokes                    | 7–5, 6–3, 6–3                                |
| 1922        | John Hawkes (1) Gerald Patterson (2)         | James Anderson Norman Peach                  | 8–10, 6–0, 6–0, 7–5                          |
| 1923        | Pat O'Hara Wood (3) Bert St John             | Dudley Bullough Horace Rice                  | 6–4, 6–3, 3–6, 6–0                           |
| 1924        | James Anderson Norman Brookes                | Pat O'Hara Wood Gerald Patterson             | 6–2, 6–4, 6–3                                |
| 1925        | Pat O'Hara Wood (4) Gerald Patterson (3)     | James Anderson Fred Kalms                    | 6–4, 8–6, 7–5                                |
| 1926        | John Hawkes (2) Gerald Patterson (4)         | James Anderson Pat O'Hara Wood               | 6–1, 6–4, 6–2                                |
| 1927        | John Hawkes (3) Gerald Patterson (5)         | Ian McInness Pat O'Hara Wood                 | 8–6, 6–2, 6–1                                |
| 1928        | Jean Borotra Jacques Brugnon                 | Gar Moon Jim Willard                         | 6–2, 4–6, 6–4, 6–4                           |
| 1929        | Jack Crawford (1) Harry Hopman (1)           | Jack Cummings Gar Moon                       | 6–1, 6–8, 4–6, 6–1, 6–3                      |
| 1930        | Jack Crawford (2) Harry Hopman (2)           | Tim Fitchett John Hawkes                     | 8–6, 6–1, 2–6, 6–3                           |
| 1931        | Charles Donohoe Ray Dunlop                   | Jack Crawford Harry Hopman                   | 8–6, 6–2, 5–7, 7–9, 6–4                      |
| 1932        | Jack Crawford (3) Gar Moon                   | Harry Hopman Gerald Patterson                | 12–10, 6–3, 4–6, 6–4                         |
| 1933        | Keith Gledhill Ellsworth Vines               | Jack Crawford Gar Moon                       | 6–4, 10–8, 6–2                               |
| 1934        | Pat Hughes Fred Perry                        | Adrian Quist Don Turnbull                    | 6–8, 6–3, 6–4, 3–6, 6–3                      |
| 1935        | Jack Crawford (4) Vivian McGrath             | Pat Hughes Fred Perry                        | 6–4, 8–6, 6–2                                |
| 1936        | Adrian Quist (1) Don Turnbull (1)            | Jack Crawford Vivian McGrath                 | 6–8, 8–2, 6–1, 3–6, 6–2                      |
| 1937        | Adrian Quist (2) Don Turnbull (2)            | John Bromwich Jack Harper                    | 6–2, 9–7, 1–6, 6–8, 6–4                      |
| 1938        | John Bromwich (1) Adrian Quist (3)           | Gottfried von Cramm Henner Henkel            | 7–5, 6–4, 6–0                                |
| 1939        | John Bromwich (2) Adrian Quist (4)           | Colin Long Don Turnbull                      | 6–4, 7–5, 6–2                                |
| 1940        | John Bromwich (3) Adrian Quist (5)           | Jack Crawford Vivian McGrath                 | 6–3, 7–5, 6–1                                |
| 1941- 1945  | non disputato per la seconda guerra mondiale | non disputato per la seconda guerra mondiale | non disputato per la seconda guerra mondiale |
| 1946        | John Bromwich (4) Adrian Quist (6)           | Max Newcombe Len Schwartz                    | 6–3, 6–1, 9–7                                |
| 1947        | John Bromwich (5) Adrian Quist (7)           | Frank Sedgman George Worthington             | 6–1, 6–3, 6–1                                |
| 1948        | John Bromwich (6) Adrian Quist (8)           | Colin Long Frank Sedgman                     | 1–6, 6–8, 9–7, 6–3, 8–6                      |
| 1949        | John Bromwich (7) Adrian Quist (9)           | Geoff Brown Bill Sidwell                     | 1–6, 7–5, 6–2, 6–3                           |
| 1950        | John Bromwich (8) Adrian Quist (10)          | Jaroslav Drobný Eric Sturgess                | 6–3, 5–7, 4–6, 6–3, 8–6                      |
| 1951        | Ken McGregor (1) Frank Sedgman (1)           | John Bromwich Adrian Quist                   | 11–9, 2–6, 6–3, 4–6, 6–3                     |
| 1952        | Ken McGregor (2) Frank Sedgman (2)           | Don Candy Mervyn Rose                        | 6–4, 7–5, 6–3                                |
| 1953        | Lew Hoad (1) Ken Rosewall (1)                | Don Candy Mervyn Rose                        | 9–11, 6–4, 10–8, 6–4                         |
| 1954        | Rex Hartwig Mervyn Rose                      | Neale Fraser Clive Wilderspin                | 6–3, 6–4, 6–2                                |
| 1955        | Vic Seixas Tony Trabert                      | Lew Hoad Ken Rosewall                        | 6–3, 6–2, 2–6, 3–6, 6–1                      |
| 1956        | Lew Hoad (2) Ken Rosewall (2)                | Don Candy Mervyn Rose                        | 10–8, 13–11, 6–4                             |
| 1957        | Neale Fraser (1) Lew Hoad (3)                | Malcolm Anderson Ashley Cooper               | 6–3, 8–6, 6–4                                |
| 1958        | Ashley Cooper Neale Fraser (2)               | Roy Emerson Bob Mark                         | 7–5, 6–8, 3–6, 6–3, 7–5                      |
| 1959        | Rod Laver (1) Bob Mark (1)                   | Don Candy Bob Howe                           | 9–7, 6–4, 6–2                                |
| 1960        | Rod Laver (2) Bob Mark (2)                   | Roy Emerson Neale Fraser                     | 1–6, 6–2, 6–4, 6–4                           |
| 1961        | Rod Laver (3) Bob Mark (3)                   | Roy Emerson Marty Mulligan                   | 6–3, 7–5, 3–6, 9–11, 6–2                     |
| 1962        | Roy Emerson (1) Neale Fraser (3)             | Bob Hewitt Fred Stolle                       | 4–6, 4–6, 6–1, 6–4, 11–9                     |
| 1963        | Bob Hewitt (1) Fred Stolle (1)               | Ken Fletcher John Newcombe                   | 6–2, 3–6, 6–3, 3–6, 6–3                      |
| 1964        | Bob Hewitt (2) Fred Stolle (2)               | Roy Emerson Ken Fletcher                     | 6–4, 7–5, 3–6, 4–6, 14–12                    |
| 1965        | John Newcombe (1) Tony Roche (1)             | Roy Emerson Fred Stolle                      | 3–6, 4–6, 13–11, 6–3, 6–4                    |
| 1966        | Roy Emerson (2) Fred Stolle (3)              | John Newcombe Tony Roche                     | 7–9, 6–3, 6–8, 14–12, 12–10                  |
| 1967        | John Newcombe (2) Tony Roche (2)             | William Bowrey Owen Davidson                 | 3–6, 6–3, 7–5, 6–8, 8–6                      |
| 1968        | Dick Crealy Allan Stone (1)                  | Terry Addison Ray Keldie                     | 10–8, 6–4, 6–3                               |
| 1969        | Roy Emerson (3) Rod Laver (4)                | Ken Rosewall Fred Stolle                     | 6–4, 6–4                                     |
| 1970        | Robert Lutz Stan Smith                       | John Alexander Phil Dent                     | 8–6, 6–3, 6–4                                |
| 1971        | John Newcombe (3) Tony Roche (3)             | Tom Okker Marty Riessen                      | 6–2, 7–6                                     |
| 1972        | Owen Davidson Ken Rosewall (3)               | Ross Case Geoff Masters                      | 3–6, 7–6, 6–2                                |
| 1973        | Malcolm Anderson John Newcombe (4)           | John Alexander Phil Dent                     | 6–3, 6–4, 7–6                                |
| 1974        | Ross Case Geoff Masters                      | Syd Ball Bob Giltinan                        | 6–7, 6–3, 6–4                                |
| 1975        | John Alexander (1) Phil Dent                 | Bob Carmichael Allan Stone                   | 6–3, 7–6                                     |
| 1976        | John Newcombe (5) Tony Roche (4)             | Ross Case Geoff Masters                      | 7–6, 6–4                                     |
| 1977 Genn.  | Arthur Ashe Tony Roche (5)                   | Charles Pasarell Erik Van Dillen             | 6–4, 6–4                                     |
| 1977 Dic.   | Ray Ruffels Allan Stone (2)                  | John Alexander Phil Dent                     | 7–6, 7–6                                     |
| 1978        | Wojciech Fibak Kim Warwick (1)               | Paul Kronk Cliff Letcher                     | 7–6, 7–5                                     |
| 1979        | Peter McNamara Paul McNamee (1)              | Paul Kronk Cliff Letcher                     | 7–6, 6–2                                     |
| 1980        | Mark Edmondson (1) Kim Warwick (2)           | Peter McNamara Paul McNamee                  | 7–5, 6–4                                     |
| 1981        | Mark Edmondson (2) Kim Warwick (3)           | Hank Pfister John Sadri                      | 6–3, 6–7, 6–3                                |
| 1982        | John Alexander (2) John Fitzgerald           | Andy Andrews John Sadri                      | 6–4, 7–6                                     |
| 1983        | Mark Edmondson (3) Paul McNamee (2)          | Steve Denton Sherwood Stewart                | 6–3, 7–6(4)                                  |
| 1984        | Mark Edmondson (4) Sherwood Stewart          | Joakim Nyström Mats Wilander                 | 6–2, 6–2, 7–5                                |
| 1985        | Paul Annacone Christo van Rensburg           | Mark Edmondson Kim Warwick                   | 3–6, 7–6, 6–4, 6–4                           |
| 1986        | non disputato                                | non disputato                                | non disputato                                |
| 1987        | Stefan Edberg Anders Järryd                  | Peter Doohan Laurie Warder                   | 6–4, 6–4, 7–6(3)                             |
| 1988        | Rick Leach (1) Jim Pugh (1)                  | Jeremy Bates Peter Lundgren                  | 6–3, 6–2, 6–3                                |
| 1989        | Rick Leach (2) Jim Pugh (2)                  | Darren Cahill Mark Kratzmann                 | 6–4, 6–4, 6–4                                |
| 1990        | Pieter Aldrich Danie Visser (1)              | Grant Connell Glenn Michibata                | 6–4, 4–6, 6–1, 6–4                           |
| 1991        | Scott Davis David Pate                       | Patrick McEnroe David Wheaton                | 6–1, 4–6, 6–4, 5–7, 9–7                      |
| 1992        | Todd Woodbridge (1) Mark Woodforde (1)       | Kelly Jones Rick Leach                       | 6–4, 6–3, 6–4                                |
| 1993        | Danie Visser (2) Laurie Warder               | John Fitzgerald Anders Järryd                | 6–4, 6–3, 6–4                                |
| 1994        | Jacco Eltingh (1) Paul Haarhuis              | Byron Black Jonathan Stark                   | 6(3)–7, 6–3, 6–4, 6–3                        |
| 1995        | Jared Palmer Richey Reneberg                 | Mark Knowles Daniel Nestor                   | 6–3, 3–6, 6–3, 6–2                           |
| 1996        | Stefan Edberg Petr Korda                     | Sébastien Lareau Alex O'Brien                | 7–5, 7–5, 4–6, 6–1                           |
| 1997        | Todd Woodbridge (2) Mark Woodforde (2)       | Sébastien Lareau Alex O'Brien                | 4–6, 7–5, 7–5, 6–3                           |
| 1998        | Jonas Björkman (1) Jacco Eltingh (2)         | Todd Woodbridge Mark Woodforde               | 6–2, 5–7, 2–6, 6–4, 6–3                      |
| 1999        | Jonas Björkman (2) Patrick Rafter            | Mahesh Bhupathi Leander Paes                 | 6–3, 4–6, 6–4, 6(10)–7, 6–4                  |
| 2000        | Ellis Ferreira Rick Leach (3)                | Wayne Black Andrew Kratzmann                 | 6–4, 3–6, 6–3, 3–6, 18–16                    |
| 2001        | Jonas Björkman (3) Todd Woodbridge (3)       | Byron Black David Prinosil                   | 6–1, 5–7, 6–4, 6–4                           |
| 2002        | Mark Knowles Daniel Nestor                   | Michaël Llodra Fabrice Santoro               | 7–6(4), 6–3                                  |
| 2003        | Michaël Llodra (1) Fabrice Santoro (1)       | Mark Knowles Daniel Nestor                   | 6–4, 3–6, 6–3                                |
| 2004        | Michaël Llodra (2) Fabrice Santoro (2)       | Bob Bryan Mike Bryan                         | 7–6(4), 6–3                                  |
| 2005        | Wayne Black Kevin Ullyett                    | Bob Bryan Mike Bryan                         | 6–4, 6–4                                     |
| 2006        | Bob Bryan (1) Mike Bryan (1)                 | Martin Damm Leander Paes                     | 4–6, 6–3, 6–4                                |
| 2007        | Bob Bryan (2) Mike Bryan (2)                 | Jonas Björkman Maks Mirny                    | 7–5, 7–5                                     |
| 2008        | Jonathan Erlich Andy Ram                     | Arnaud Clément Michaël Llodra                | 7–5, 7–6(4)                                  |
| 2009        | Bob Bryan (3) Mike Bryan (3)                 | Mark Knowles Mahesh Bhupathi                 | 2–6, 7–5, 6–0                                |
| 2010        | Bob Bryan (4) Mike Bryan (4)                 | Daniel Nestor Nenad Zimonjić                 | 6–3, 6(5)–7, 6–3                             |
| 2011        | Bob Bryan (5) Mike Bryan (5)                 | Leander Paes Mahesh Bhupathi                 | 6–3, 6–4                                     |
| 2012        | Leander Paes Radek Štěpánek                  | Bob Bryan Mike Bryan                         | 7–6(1), 6–2                                  |
| 2013        | Bob Bryan (6) Mike Bryan (6)                 | Robin Haase Igor Sijsling                    | 6–3, 6–4                                     |
| 2014        | Łukasz Kubot Robert Lindstedt                | Eric Butorac Raven Klaasen                   | 6–3, 6–3                                     |
| 2015        | Simone Bolelli Fabio Fognini                 | Pierre-Hugues Herbert Nicolas Mahut          | 6–4, 6–4                                     |
| 2016        | Jamie Murray Bruno Soares                    | Daniel Nestor Radek Štěpánek                 | 2–6, 6–4, 7–5                                |
| 2017        | Henri Kontinen John Peers                    | Bob Bryan Mike Bryan                         | 7–5, 7–5                                     |
| 2018        | Oliver Marach Mate Pavić                     | Juan Sebastián Cabal Robert Farah            | 6–4, 6–4                                     |
| 2019        | Pierre-Hugues Herbert Nicolas Mahut          | Henri Kontinen John Peers                    | 6–4, 7–6(1)                                  |
| 2020        | Rajeev Ram Joe Salisbury                     | Max Purcell Luke Saville                     | 6–4, 6–2                                     |
| 2021        | Ivan Dodig Filip Polášek                     | Rajeev Ram Joe Salisbury                     | 6–3, 6–4                                     |
| 2022        | Thanasi Kokkinakis Nick Kyrgios              | Matthew Ebden Max Purcell                    | 7–5, 6–4                                     |
| 2023        | Rinky Hijikata Jason Kubler                  | Hugo Nys Jan Zieliński                       | 6–4, 7–6(4)                                  |
| 2024        | Rohan Bopanna Matthew Ebden                  | Simone Bolelli Andrea Vavassori              | 7–6(0), 7–5                                  |
| 2025        | Harri Heliövaara Henry Patten                | Simone Bolelli Andrea Vavassori              | 6(16)–7, 7–6(5), 6–3                         |